# Pseudopsellonus
Pseudopsellonus is een monotypisch geslacht van spinnen uit de  familie van de Philodromidae (renspinnen).

## Soort
- Pseudopsellonus papuanus Balogh, 1936